# Ousse
Ousse is een gemeente in het Franse departement Pyrénées-Atlantiques (regio Nouvelle-Aquitaine) en telde op 1 januari 2022 1.667 inwoners. 

## Geografie
De oppervlakte van Ousse bedroeg op 1 januari 2022 4,46 vierkante kilometer; de bevolkingsdichtheid was toen 373,8 inwoners per km².

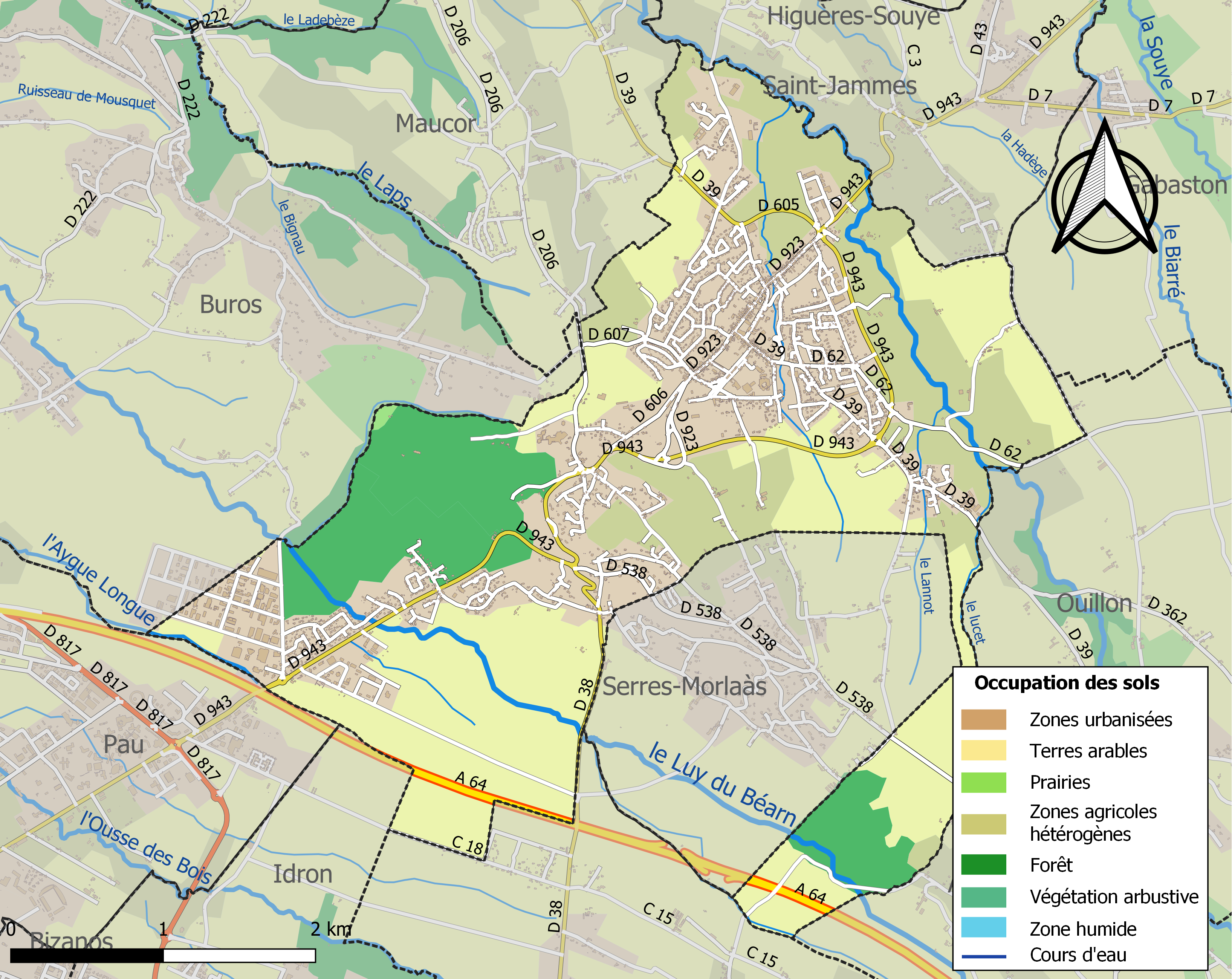
Kaart van de gemeente met belangrijkste infrastructuur, bodemgebruik en omliggende gemeenten

## Demografie
Onderstaande figuur toont het verloop van het inwonertal (bron: INSEE-tellingen).